# N456 (België)
De N456 is een Belgische gewestweg in de provincie Oost-Vlaanderen die meestal als tweebaansweg loopt van Gent langs Evergem, Sleidinge, Lembeke, Kaprijke en Watervliet naar IJzendijke in Nederland. De route heeft een lengte van ongeveer 29 kilometer.
Het doorgaande karakter van de weg is verminderd, hoofdzakelijk door de vele versmallingen onder andere in de dorpskernen.

## Plaatsen langs de N456
- Gent
- Wondelgem
- Evergem
- Sleidinge
- Lembeke
- Kaprijke
- Bentille
- Watervliet

## N456e
De N456e is een 1,9 kilometer lange verbinding in de plaats Wondelgem. De weg verbindt de N458 met de R4. De route verloopt via de Kapiteinstraat, Vierweegsestraat en Evergemsesteenweg.

## N456f
De N456f is een 140 meter lange verbinding in de plaats Wondelgem. De weg verbindt de N456 met de N456e. De route verloopt via de Pantserschipstraat.